# MacPlay
MacPlay là tên gọi được sử dụng bởi một loạt hai nhà phát hành các tựa game máy tính cho hệ điều hành Macintosh của Mỹ. Không có trò chơi nào được phát hành dưới cái tên thương hiệu MacPlay kể từ năm 2004.

## Lịch sử

### Thời kỳ 1990 - 1997
MacPlay được thành lập vào đầu những năm 1990 như là một bộ phận của Interplay Entertainment. Dưới sự lãnh đạo của nhà sản xuất Bill Dugan. Trong thời gian này, MacPlay đã cho phát hành một số game nổi tiếng gồm Wolfenstein 3D, Out of this World, loạt game Alone in the Dark và dòng Descent.
Do sự suy giảm của thị trường Mac những năm 1990, Interplay đã rút khỏi thị trường game Macintosh và từ bỏ bộ phận MacPlay vào năm 1997.

### Thời kỳ 2000 - 2004
Đến năm 2000, United Developers LLC đã cấp phép thương hiệu MacPlay từ Interplay để sử dụng làm tên gọi của một công ty chi nhánh. Ron Dimant trở thành Giám đốc điều hành cho sự hóa thân mới của MacPlay, trụ sở của công ty đặt tại Dallas, Texas. Vào đầu những năm 2000, MacPlay cho phát hành hai dòng game là những game thật sự và những game "đáng giá". Những tựa game nổi tiếng trong giai đoạn này gồm Baldur's Gate II, Majesty: The Fantasy Kingdom Sim và hai phiên bản đầu tiên trong loạt game Fallout. Tựa game cuối cùng do MacPlay phát hành là Tron 2.0 vào tháng 5 năm 2004.

### Sau năm 2004
United Developers tiếp tục giữ bản quyền đối với cái tên MacPlay. Từ tháng 11 năm 2004 - 2008, tên miền trang the MacPlay.com đã được dùng làm một cửa hàng bán lẻ phần mềm. Năm 2008, trang MacPlay.com lại đổi sang một địa chỉ mới là MumboJumbo, tự nó đã là một công ty con của United Developers được thành lập bởi Giám đốc điều hành Ron MacPlay Dimant có trụ sở ở Dallas, Texas.